# Tweecellige geraniumroest
De tweecellige geraniumroest (Puccinia morthieri) is een autoecische roest die behoort tot de familie Pucciniaceae. De schimmel is een biotrofe parasiet. Hij infecteert planten die tot het geslacht ooievaarsbek behoren. De tweecellige geraniumroest komt voor in Eurazië. In Nederland is de schimmel uiterst zeldzaam.
Op het blad ontstaan bij infectie geelachtige tot bruinrode vlekken en puisten. Er worden alleen uredinia en telia gevormd. De lichtgouden tot kleurloze, breed ellipsvormige tot breed eivormige urediniosporen zijn  22–27 × 18–23 µm groot en zijn dicht bezet met stekels. De telia zijn klein, rond, zwartbruin en lang bedekt. Ze hebben bruinige parafysen. De donkerbruine, gladde teliosporen zijn tweecellig, meestal ellipsoïde tot spoelvormig en 36–65 × 13–22 µm groot. De wand aan de top van de teliospore is sterk verdikt. De steel is geelachtig en tot 80 µm lang.

## Waardplanten
De tweecellige geraniumroest is bekend van:
- Geranium albiflorum
- Geranium macrorrhizum (Rotsooievaarsbek)
- Geranium pratense (Beemdooievaarsbek)
- Geranium sylvaticum (Bosooievaarsbek)

## Foto's

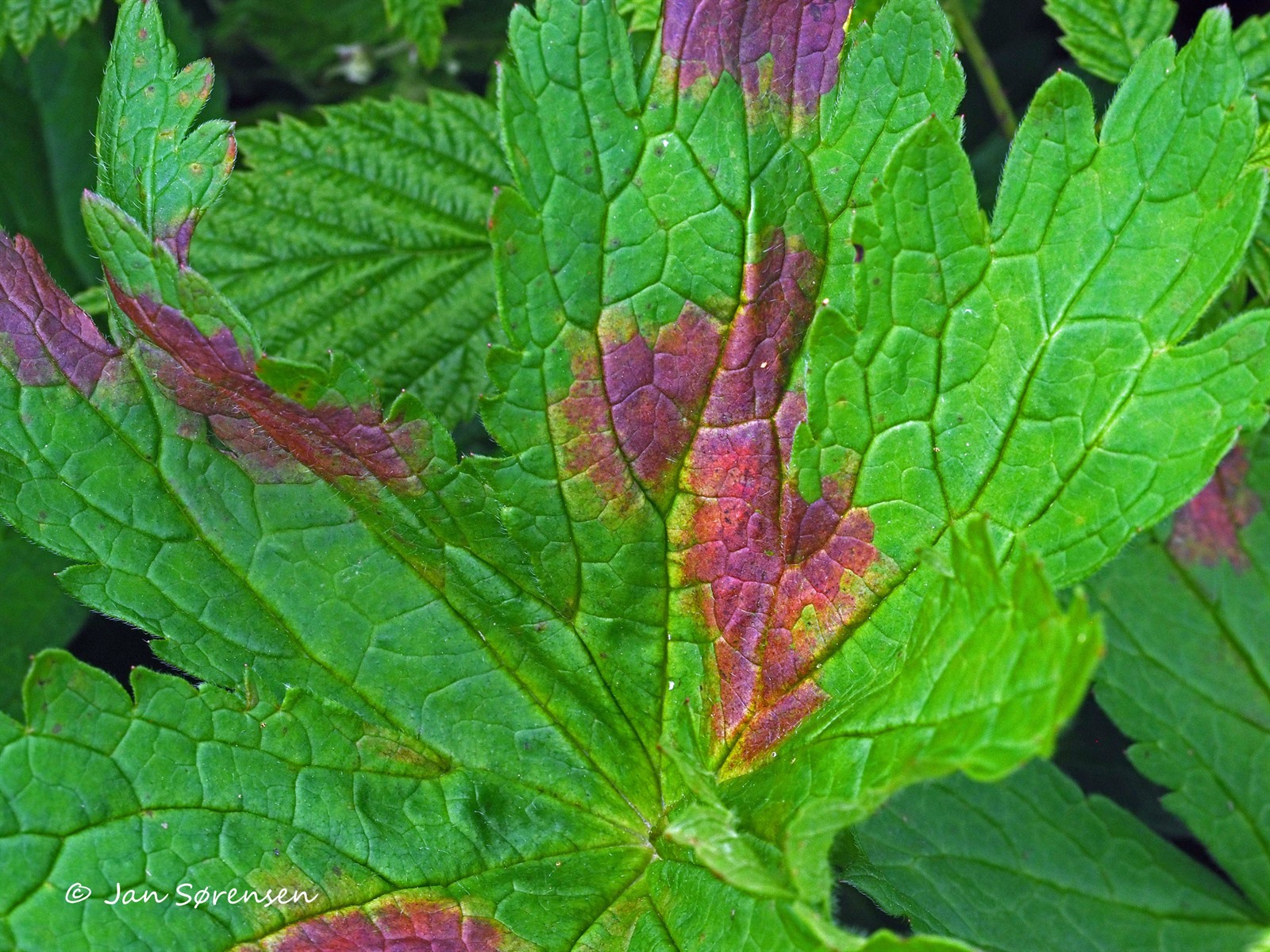
Bovenkant blad van bosooievaarsbek
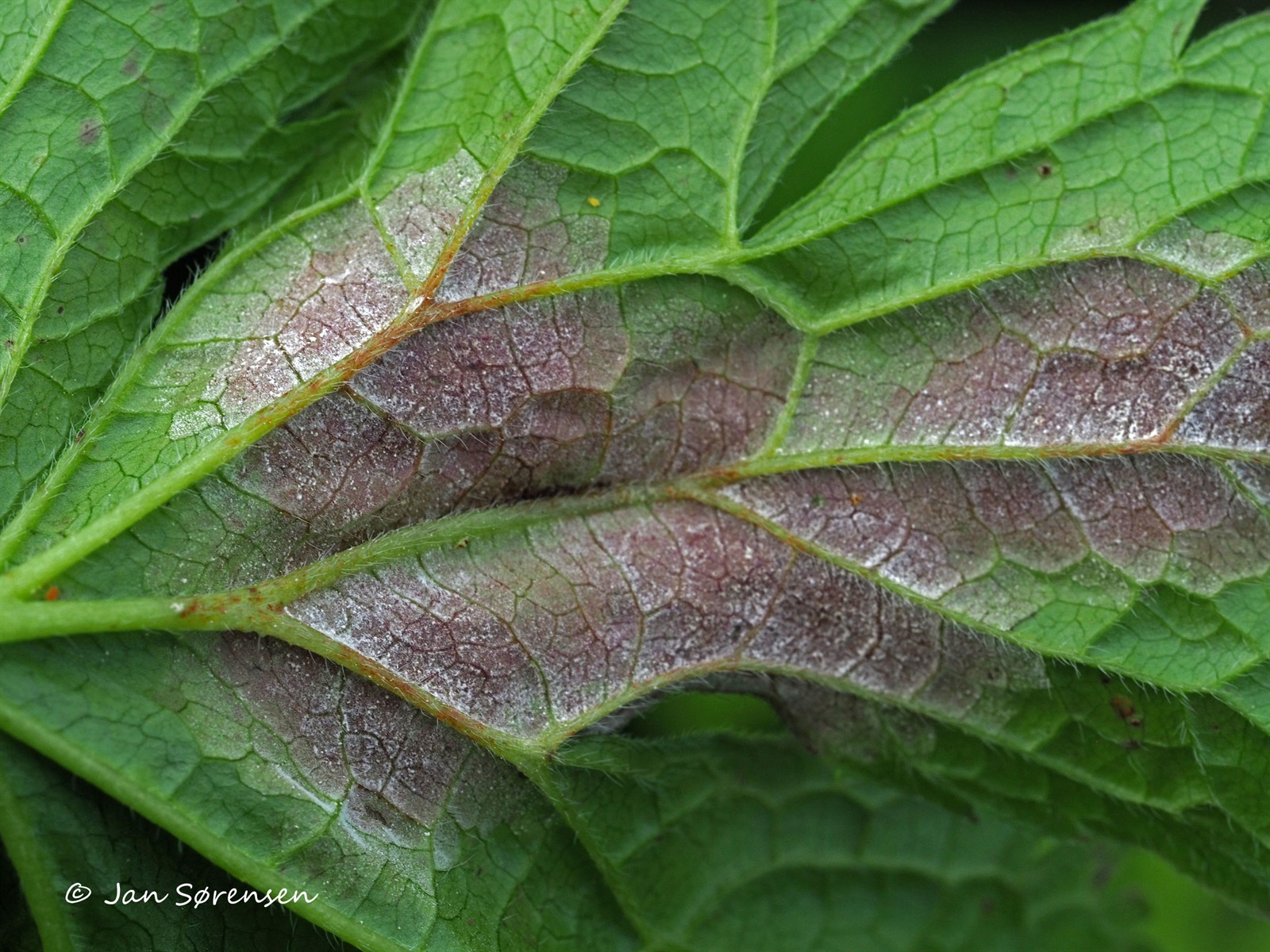
Onderkant blad van bosooievaarsbek
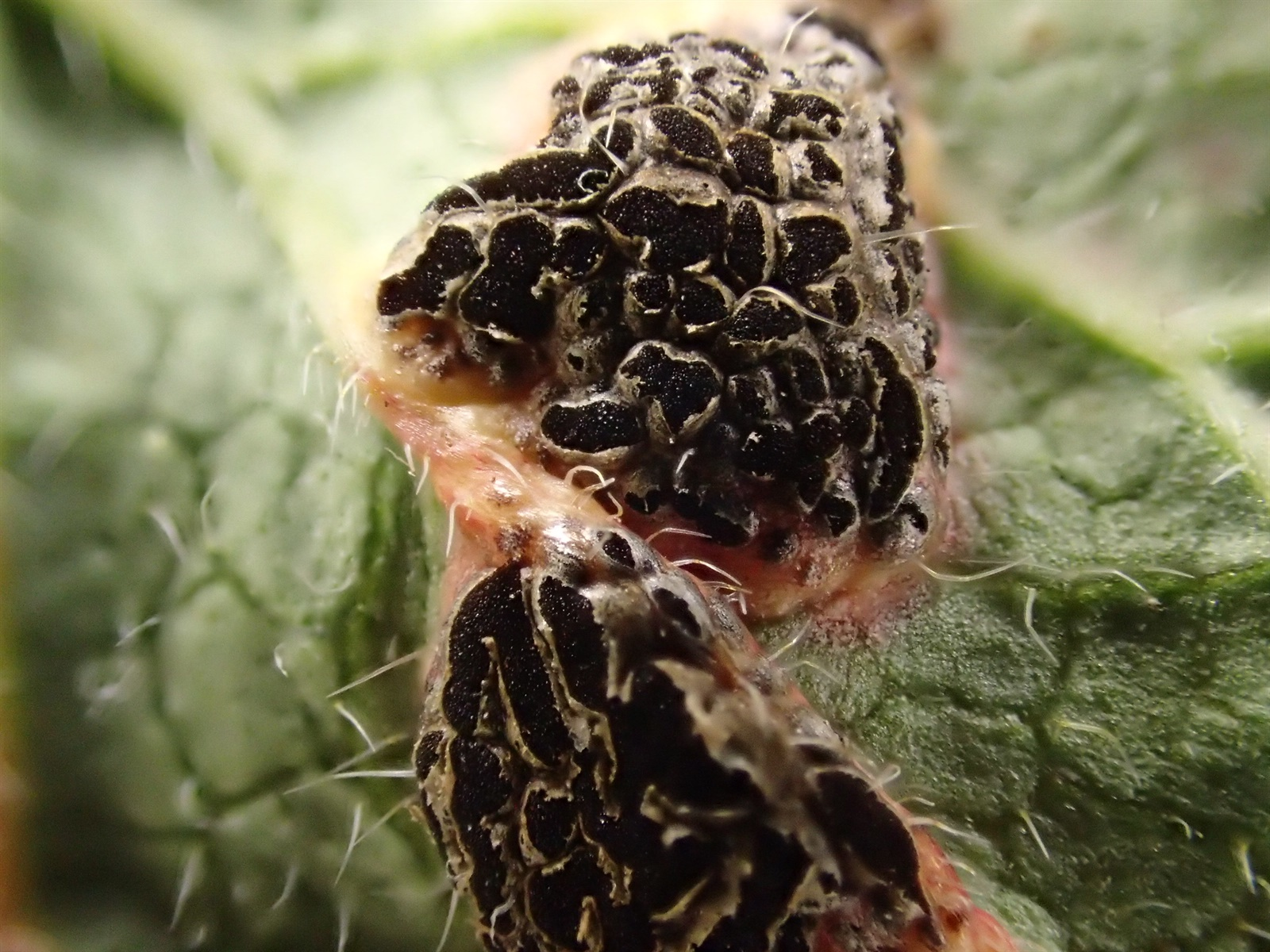
Telia